# پرتیمائو

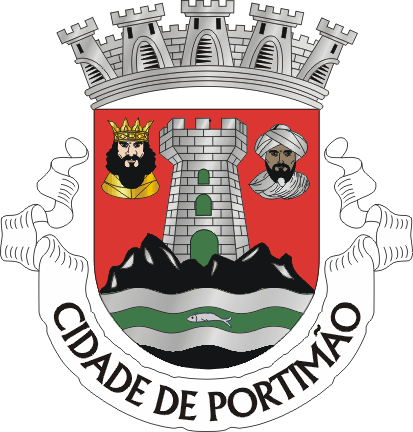
نشان شهر پرتیمانو

پُرتیمانو (به پرتغالی: Portimão) یکی از شهرهای کشور پرتغال است.
این شهر در آلگارو واقع در کرانه جنوبی پرتغال قرار گرفته‌است. پیش از اینکه در سال ۱۹۲۴ به سطح شهر ارتقاء یابد نام آن «ویلا نووا دِپُرتیمانو» بود.